# Оуайн ап Хивел
Оуайн ап Хивел (валл. Owain ap Hywel, умер в 987) — король Дехейбарта и Поуиса (950—987), сын Хивела Доброго. Был женат на Анхарад, дочери Лливелина, правителя Поуиса.

## Биография
После смерти Хивела Доброго Дехейбарт был разделён между его сыновьями — Родри, Эдвином и Оуайном. При этом они не смогли удержать в руках принадлежавший их отцу Гвинед, проиграв битву при Карно. В 952 году на Дехейбарт напали Иаго и Иэйав. В ответ на это в 954 году братья Эдвин и Оуайн (Родри умер за год до этого события) совершили поход на Гвинед и достигли Конви, но были разбиты в битве при Лланрусте.
После смерти Эдвина позднее в этом же году, Оуайн стал править Дехейбартом единолично, но при этом он был ещё и королём Поуиса. Отказавшись от покорения Гвинеда, Оуайн обратил свой взгляд на восток. Трижды (в 960, 970 и 977 годах) Оуайн нападал на Морганнуг, но неудачно. В это время умер его сын, Кадваллон, в 961 или в 964 году и племянник, Идвал ап Родри(в 962 году). Считается, что умерший в 975 году, согласно Анналам Камбрии, Идваллон сын Оуайна, был его сыном. За этот же год и Гвентианская Хроника сообщает о смерти Идваллона, сына Оуайна, но уточняет, что он брат Моргана Старого. Постарев, Оуайн передал (возможно, неформально) власть своему старшему сыну Эйниону, но во время набега на Гвент в 984 году тот погиб.
Гвентианская Хроника за 985 год сообщает, что на Лливарха, сын Оуайна, напали Валлийцы и Датчане и ослепили его. Согласно же Хронике Принцев Уэльса он был лишен глаз в 986 году.
Оуайн умер в 987 году, оставив трон младшему сыну Маредиду, который одним-двумя годами ранее захватил наконец-то Гвинед.
Во время правления Оуайна, около 954 года, были составлены Анналы Камбрии — важный источник по истории Британии V—X веков.